# Lucena (Spagna)
Lucena è un comune spagnolo di circa 43.000 abitanti situato nella comunità autonoma dell'Andalusia. Capitale della comarca Subbetica Cordobesa è situata nel centro dell'Andalusia a 67 km da Cordova, 80 km da Malaga, 150 km da Siviglia e Granada, ed è un importante nodo stradale in posizione strategica fra Cordova, Malaga, Siviglia, Granada e Jaén.
È detta la "città delle tre culture": cristiana, araba ed 
ebraica. La sua economia è basata sull'agricoltura, dedicata soprattutto all'olivo e alla vite, sull'industria del mobile, del freddo e quella agroalimentare e sull'artigianato: tipica è la produzione delle tinajas grandi giare per il vino e l'olio. Fa parte della zona in cui si produce il pregiato vino DOC "Montilla-Moriles" e può vantare anche una DOC di olio, "Aceites de Lucena".
Lucena dà il suo nome a una città delle Filippine.

## Geografia fisica
Il fiume Genil segna il confine meridionale del comune.

## Storia
Dai ritrovamenti archeologici (nella Grotta dell'Angelo) si deduce che già nel paleolitico si aveva una presenza umana nella zona di Lucena e in epoca protostorica vi furono insediamenti iberici.
Dopo la conquista romana e poi visigota, Lucena fu occupata dagli Arabi, dipese da Cordova e nel 1010 alla fine del califfato fece parte del regno di Granada. In Lucena all'epoca araba era presente una fiorente comunità giudea che aveva un importante centro di studi universitari per cui era chiamata dagli ebrei la "perla di Sefarad" e la Judería, il quartiere giudeo con le sue stradine, supera quelli famosi di Siviglia e Cordova.
Nel 1095 questa importante colonia ebraica comprò la sua libertà dal Sultano almoravide Yūsuf Ibn Tāshfīn e accolse, ingrandendosi, molti ebrei fuggiti da Cordova e Siviglia, ma nel 1148 quando arrivarono gli Almohadi dovette abbandonare Lucena e trasferirsi nei regni cristiani di Toledo e del nord della Spagna. Nel 1240 Lucena fu conquistata da Ferdinando III el Santo e assegnata al vescovo e al capitolo della cattedrale di Cordova che, a loro volta, la cedettero a doňa Leonor de Guzman amante di Alfonso XI in cambio di altri beni agrari e immobiliari in Cordova.
Enrico II l'assegnò in signoria a Juan Martínez de Argote che la lasciò a sua figlia Maria Alonso de Argote che sposò Martín Fernández de Córdoba e Lucena divenne signoria della casata dei Fernández detta degli Alcaides de Donceles.
La città continuò ad essere frontiera fra i cristiani e musulmani e tale rimase fino al 1492 anno della cacciata definitiva degli Arabi dalla Spagna ad opera dei re cattolici. Nella battaglia presso Lucena del 1483 vinta dai cristiani guidati da Diego Fernández de Córdoba fu fatto prigioniero l'ultimo Sultano di Granada Boabdil che fu rinchiuso nella Torre del Moral del castello di Lucena. Per questo successo Diego Fernández de Córdoba fu nominato marchese di Comares dal re Ferdinando il Cattolico. Nel XVI secolo la città visse un periodo di prosperità attestato anche dall'esplosione della sua popolazione che decuplicò in mezzo secolo passando dai 1 500 abitanti del 1496 ai 15.000 nel 1550.
Nel 1618 Filippo III le diede il titolo di città sottomessa ai marchesi di Comares e vincolata al ducato di Medinaceli fino al 1680. Stanchi dei soprusi esercitati su di loro dai marchesi, i lucentini cominciarono a ribellarsi e dopo lunghe lotte ottennero che la città ritornasse nel 1767 direttamente al vassallaggio reale. Nel corso del XVII secolo subì le conseguenze delle epidemie di peste e della crisi agricola dovuta all'andamento climatico sfavorevole. Da allora non vi fu più protagonismo nella storia di Lucena che seguì le sorti dell'Andalusia e del governo centrale di Madrid.

## Monumenti
Le chiese parrocchiali di San Mateo, gotico plateresca del XV secolo, di Santiago, barocca del XVII secolo, di Nuestra Señora del Carmen, dello stesso secolo e di Santo Domingo del 1730.
Le chiese barocche del XVII secolo della Madre de Dios, di San Juan Bautista, le chiese di San Pedro Mártir e della Purísima Concepción entrambe del XVIII secolo, il Santuario di Nuestra Señora de Araceli del XVII secolo e gli Eremi di Dios Padre del 1718 e di Nuestra Señora de la Aurora del XVIII secolo. La Capilla de Nuestro Padre Jesús Nazareno e il Convento de los Padres Franciscanos con un bellissimo chiostro.
Fra i monumenti di architettura civile sono da ricordare il Castillo del Moral, di origine araba, il Palacio de los Duques de Bejar, del XV secolo, il Palacio de los condes Santa Ana del 1730-50 e l'Hospital de San Juan de Dios con un bel patio rinascimentale del XVI secolo.

## Feste
La Settimana Santa che si svolge di una forma molto particolare con influenze da Málaga e Siviglia, le due più importanti correnti. Lucena, equidistante dalle due città, ha fuso tutt'e due in una forma unica e particolare di portare i "pasos" che non si trova altrove in Andalusia. I giorni più importanti sono la Domenica delle Palme, Martedì santo, Giovedì santo, Venerdì santo e Sabato santo.
La Cabalgata de los Reyes Magos in cui la notte del 5 gennaio previo annuncio solenne degli "ambasciatori dei Re Magi", questi girano per le vie della città con il loro seguito in carrozze o a cavallo e distribuiscono caramelle e dolciumi ai bambini.
Nei primi giorni di maggio con il concorso di molti partecipanti anche dei paesi vicini si svolgono le Fiestas Aracelitanas.
Il Carnaval in febbraio in cui si svolge una mostra dei costumi carnevaleschi della provincia con concorso a premi e ci sono sfilate e passacaglie e musica per le vie del centro.
La Cata de cerveza alla metà d'agosto è una festa della birra, la Feria de Nuestra Señora del Valle del 10 settembre celebra la fine dell'estate col concorso di molta gente anche di altri centri vicini. La Feria de Nuestra Seňora de l'Aurora del 10-12 ottobre è caratterizzata dai Campanilleros che suonano chitarre e bandurrias (mandole spagnole con dodici corde) e cantano (c'è uno che suona un campanello ritmicamente) durante la processione, la Feria de San Francisco della prima settimana di agosto è detta anche Feria de los Novios cioè dei fidanzati. La Fiesta de la Tapa si celebra il 25 e 26 maggio in plaza de España.